# Bernardo de Itália
Bernardo de Itália (Vermandois, Picardia 797 - Milão, Lombardia 17 de abril de 818) foi rei de Itália até 818.

## Biografia
Bernardo ficou órfão com a idade de cerca de treze anos, na verdade seu pai, Pepino morreu em 810, por uma doença contraída no cerco de Veneza. O avô Carlos Magno, embora reconhecendo o direito de suceder a seu pai até a idade de 15 anos, mandou-o para o mosteiro de Fulda.
Bernardo, de acordo com Eginhardo, foi oficialmente enviado a Itália (com o título de Rex Longobardorum) pelo Imperador em 812. O novo rei foi aceite e respeitado por nobres italianos, apesar de seu poder ser caracterizado por uma forte dependência e controlo contínuo por parte de Carlos Magno, que, por essa razão, tinha enviado para a Itália, juntamente com Bernardo, seu primo Vala, o filho de seu tio Bernardo.
Bernardo foi solenemente confirmado, em Aachen, a 11 de setembro de 813, como vassalo de seu avô, o imperador Carlos Magno.
A situação não se alterou mesmo quando o imperador morreu (janeiro de 814) e seu lugar foi tomado por seu filho Luís, o Piedoso. No entanto, Bernardo e Luís tinha um bom relacionamento. Em novembro de 816, Luís  descreve Bernardo num documento oficial como dilectus filius noster.
Os problemas políticos entre os dois monarcas nasceu em 817, na Dieta de Aachen, com a emissão do Ordinatio Imperii (Ordem do Império: Provisão promulgada para regular a sucessão): seu filho mais velho, Lotário, deu o título imperial, e com a coroação como imperador adjunto, foi ratificada a sua superioridade sobre os irmãos, enquanto ao segundo filho, Pepino, concedida a soberania, com o título de rei, em Aquitânia, Tolosa e Septimânia, que já governava, e ao terceiro filho, Luís, que será dito o Germânico, concede a soberania, com o título de rei, sob a Baviera, Caríntia e Boémia.
No documento, Bernardo, não fez qualquer discurso. Para a Itália só foi dito que seria passado ao serviço do novo imperador, como o resto do império. As razões que levaram Luís a tomar esta decisão ainda não estão claras porque Bernardo nunca tinha impedido o imperador mas sempre tinha jurado fidelidade. Provavelmente, no entanto, ele foi convencido por sua esposa, a Imperatriz Ermengarda de Hesbaye, que teve uma grande influência sobre o marido, e queria ajudar os seus filhos.
Bernardo, temendo perder o poder, influenciado por alguns eclesiásticos (o bispo de Milão, Anselmo e o de Orleães, Teodulfo) e nobres de seu reino (o camareiro Raniero e o Conde Egidio), projetou uma tentativa da rebelião, que, de acordo com o cronista Tegano teria de usurpar o trono imperial e ocupar com as suas tropas as principais passagens dos Alpes ocidentais, mas nunca parecem dispostos a atacar. Era mais um movimento defensivo, porque Bernardo estava bem consciente de ser militarmente inferior às forças imperiais. O imperador, depois de ser informado sobre os acontecimentos em curso, pelo bispo de Verona, Ratoldo e o conde de Brescia, supõe, deixa Aachen, assume o comando do seu exército em Chalon-sur-Saone (França) , onde, para se preparar para um possível conflito armado, ele reuniu seu exército consistindo de tropas de todas as partes do reino. Bernardo, ficou com medo e considerando que ele não poderia enfrentar o seu tio, com seus seguidores mais fiéis, se recolhe a Chalon, onde pode encontrar o tio. Bernardo apresentou-se, mas por engano foi levado em custódia, com seu fiel.

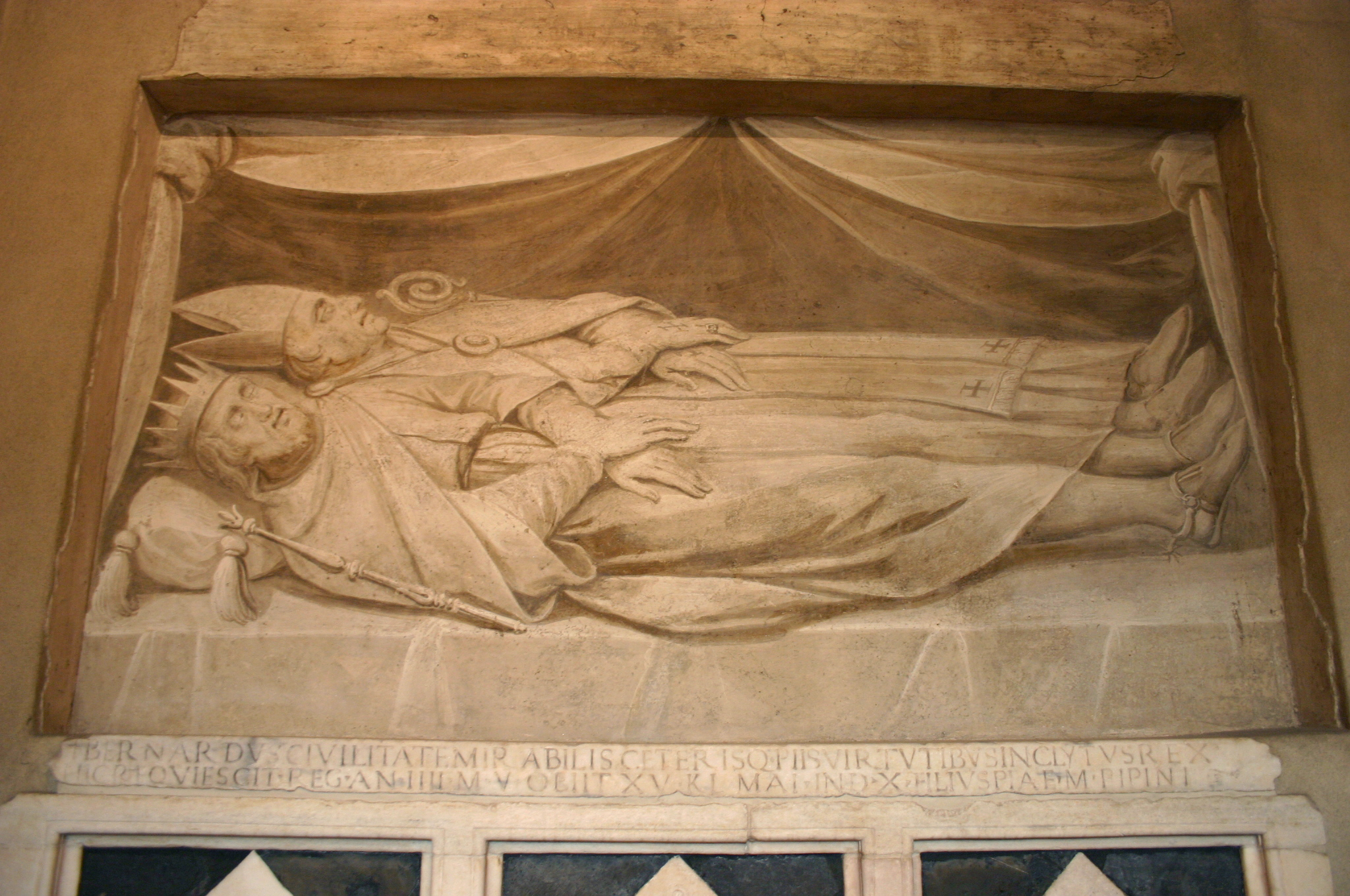
Fresco do século XVII NO túmulo de Bernardo em Sant'Ambrogio, em Milão.

Na primavera do ano seguinte (818), em Aachen (Alemanha), realizou-se uma dieta e que houve o julgamento do rei da Itália e seus aliados. O clero foram privados de seus cargos  (Teodulfo foi privado do seu cargo de Bispo de Orleães) e enviado ao exílio ou condenado a clausura monástica, enquanto Bernardo e os outros cúmplices leigos foram condenados à morte, por alta traição. Luís, no entanto, após arrependimento, dá a graça da vida para os rebeldes e converteu a pena na condenação à cegueira.
A execução ocorreu em agosto de 818.
A Morte levou Bernardo após três dias de agonia (17 de agosto) por causa das lesões terríveis, em Milão, onde foi enterrado, na Basílica de Santo Ambrósio.
Após a morte de Bernardo, o reino da Itália passou a estar sob autoridade imperial de Luís, o Piedoso.
Esta morte entristeceu Luís e levou-o, dominado pelo remorso, a arrepender-se e a dar esmolas aos pobres, para interceder por sua alma; em seguida, para perdoar os cúmplices de Bernardo (em 821) e, em seguida, realizar um ato de penitência pública, que foi realizada na corte de Attigny em 822. No entanto, os eventos relacionados com Bernardo reduziram muito o prestígio que ele desfrutava junto da nobreza franca.

## Relações familiares
Foi filho que não se sabe se de casal ou se ilegítimo do rei Pepino de Itália (c. 775 - 8 de julho de 810), filho este do imperador Carlos Magno (c. 742 - 28 de janeiro de 814), e de Berta de Toulouse, filha de filha de Guilherme I de Toulouse e de Guiburga de Hornbach. 
Casou em 813 com Cunigunda de Toulouse, de quem teve: 
1. Pepino de Vermandois (815 - c. 878), conde de Vermandois, casou com Rothaeide de Bobbio (818 -?), filha de Teodorico de Nibelung[7].

Reino Itálico sob Bernardo.